# Bahodir Nasimov
Bahodir Nasimov (Tashkent, 2 de maio de 1987) é um futebolista profissional uzbeque, atacante, milita no Neftçi Baku PFC.

## Carreira
Bahodir Nasimov representou a Seleção Usbeque de Futebol na Copa da Ásia de 2015.